# Sun Scarred
Sun Scarred (太陽の傷?, Taiyô no kizu, lett. "Graffio del Sole") è un film del 2006 diretto da Takashi Miike.